# أندي ديفيس (سياسي)
أندي ديفيس (بالإنجليزية: Andy Davis)‏ هو شخصية أعمال ومهندس وسياسي أمريكي، ولد في 28 مايو 1975 في ليتل روك في الولايات المتحدة. حزبياً، نشط في الحزب الجمهوري. وقد انتخب عضو مجلس نواب أركنساس.

## وصلات خارجية
- الموقع الرسمي